# Brent Renaud
Brent Anthony Renaud (* 2. Oktober 1971 in Memphis, Tennessee, Vereinigte Staaten; † 13. März 2022 in Irpin, Ukraine) war ein US-amerikanischer Journalist, Fotojournalist, Autor und Dokumentarfilmer. Renaud produzierte mit seinem Bruder Craig Filme für Sender wie HBO und Vice News und arbeitete für die New York Times. Er wurde während des russischen Angriffs auf die Ukraine 2022 in der Nähe von Kiew getötet.

## Leben und Wirken
Renaud lebte und arbeitete in New York City und Little Rock, Arkansas. In Zusammenarbeit mit seinem Bruder Craig produzierte Brent Renaud eine Reihe von Filmen und Fernsehsendungen, die sich hauptsächlich auf Berichte aus den Brennpunkten der Welt konzentrierten, so z. B. die Kriege im Irak und in Afghanistan, das Erdbeben in Haiti 2010, die politischen Krisen in Ägypten und Libyen, Konflikte in Afrika, den Drogenkrieg in Mexiko und die Flüchtlingskrise in Mittelamerika. Die Brüder Renaud gewannen mehrere Fernseh- und Journalismus-Preise, darunter 2015 den Peabody Award für die Videoserie Last Chance High. Ein weiteres Gemeinschaftswerk ist die 2017 aufgenommene und von HBO Documentary Films veröffentlichte Dokumentation Meth Storm.
Zusammen mit seinem Bruder gründete er das Little Rock Film Festival.
2019 war Renaud Gastprofessor an der University of Arkansas und gewann im selben Jahr ein Nieman-Stipendiat und Stipendiat des Pulitzer Center.
Anlässlich der russischen Invasion in die Ukraine im Jahr 2022 reiste Renaud im Auftrag des Nachrichtenmagazins Time in das Kriegsgebiet, um über die Situation von Flüchtlingen zu recherchieren. Dabei wurde er am 13. März 2022 in einem Hinterhalt in der Kiewer Nachbarstadt Irpin erschossen. Angaben seines begleitenden Kollegen Juan Arredondo zufolge wurden sie nach dem Passieren eines Checkpoints in ihrem Fahrzeug angegriffen, wobei sein Begleiter die Vermutung äußerte, dass es sich bei den Angreifern um russische Soldaten gehandelt hatte. Neben Arredondo wurde ein weiterer Journalist verletzt. Es war der erste gemeldete Tod eines ausländischen Journalisten im Krieg in der Ukraine.

## Filmografie (Auswahl)
- mit Craig Renaud: Dope Sick Love, USA, 2005
- mit Craig Renaud: Warrior Champions: From Baghdad to Beijing[14]
- mit Craig Renaud: Meth Storm, USA, 2017